# ダブルクロス The 3rd Edition リプレイ・ナイツ
ダブルクロス The 3rd Edition リプレイ・ナイツは日本製TRPG『ダブルクロス The 3rd Edition』のリプレイ。ゲームマスター(GM)兼著者は矢野俊策。イラストはエナミカツミ。初版発行は 2011年11月。

## 概略
『ダブルクロス』誕生10周年を記念してリリースされた、『ダブルクロス The 3rd Edition』（以下「DX3」）の4本目のリプレイシリーズ。先行して出された『デイズ』シリーズとリンクしている。また同時期に発売されたサプリメント『ユニバーサル・ガーディアン』で追加された拡張ルール「エンブレム」の導入例ともなっている。
『ダブルクロス』のデザイナーでもある矢野俊策にとっては、DX3リプレイとしては「Rabid Dog crying」以来、『ダブルクロス』のシリーズ物リプレイとしては「The 2nd Edition」時代の『アライブ』シリーズ以来の作品となる。
前シリーズ『デザイア』の大門寺朱香役で好評を博した声優の若林直美が2度目の参加。これに幾多のTRPGのリプレイで破天荒なロールプレイを見せてきた田中天をぶつけるという趣向も持つ。また『デイズ』シリーズのGM・加納正顕もプレイヤー参加している。

## あらすじ
UGNエージェントの少女・強羅瑠璃。彼女はUGNで「遺産」と呼ばれるオーパーツの専門チーム『ナイトフォール』に配属されたばかり。

しかし、中東の砂漠にある遺跡「スレイマンの壷」での初任務の最中に起きた事件により、瑠璃はあらゆるものを奪われてしまう。オーヴァードとしての自分を活かす道を作ってくれた恩人の隊長、曲者揃いだが気のいい先輩たち、そして自分の肉体――。

彼女に残されたのは、隊長が任務の切り札として携えていた「聖杯」で造られた仮初の肉体と、隊長の友人である仮面の男、そして瑠璃が倒し、己の僕とした魔人（イフリート）だけだった。
それから2年後。ひたすら任務に打ち込む瑠璃にひとつの知らせが届く。

増加する「遺産」関係の事件に対処するためUGN本部が専門チームを再度発足させ、そのリーダーに瑠璃を据えるというのだ。
かくして誕生した新生『ナイトフォール』。しかし集められたメンバーはエリートというよりかは愚連隊といった表現の方がふさわしい状態だった。
各地で遺産を沈静、封印していく『ナイトフォール』だったがその間に瑠璃は自分の出生を知り、そして、二年前の事件の黒幕に出会うこととなる。

## 登場人物

### プレイヤー・キャラクター
並びは第1話のPC番号順。エンブレムは第0話から、Dロイスは第1話より導入されている。
強羅瑠璃（ごうら・るり、プレイヤー：若林直美））
- コードネーム:
- シンドローム:キュマイラ（ピュア）
- ワークス/カヴァー:UGNエージェント/UGNエージェント
- Dロイス:複製体
- エンブレム:エフィシエントワーク

第0話「Night Fall Down」より登場。UGN本部エージェントの少女。銀色の狼に変身して戦う。17歳（第0話では15歳）。
とある山中にある「遺跡」に反応して獣化し暴走するが、急遽出動したUGNの特殊部隊『ナイトフォール』に保護され、自分がオーヴァードであることを知らされる。そしてナイトフォールの隊長・カルディナに憧れチームへの入隊を果たす。
あらゆる「遺跡」と共鳴する特殊な体質であった為に、初任務で中東の「遺跡」・「スレイマンの壷」にある「遺産」“ソロモンの指輪”の暴走抑止の作業中、“強奪者（スナッチャー）”と名乗る存在に自らの肉体を奪われてしまう。
ルリの肉体はアゾットと呼ばれ、全ての遺産に反応し、力を上げるという特殊なものであった。
現在の姿は「聖杯」の力によって生み出されたかりそめの姿に過ぎない。
「スレイマンの壷」事件で旧『ナイトフォール』が壊滅した後は、ラハブと共にエージェントとして活動していたが「遺産」関連の事件を重く見たテレーズにより新たな「遺産」対策チームのリーダーとしてスカウトされる。チーム名『ナイトフォール』の命名者は彼女。
“ルサールカ”事件が原因で、アッシュらUGN中枢評議会内強硬派との確執が生じ、その結果、儀式「神性婚礼」なる儀式のキーパーソンである「遺産」“始原の炎”の保有者＝藤堂凛々花の保護を命じられ、凛々花を「自分の嫁」として保護する鷺ノ宮キョウ達と対決する。任務自体には「話し合いで済むはず」と乗り気ではなかったが、キョウの発した「青春」「友情」という言葉に、UGN入りする以前や“ルサールカ”事件でスエミを救えなかったトラウマを掻き立てられ激怒、全面対決を決断する。しかしグラディウスの介入によって一転共闘に転じ、最終的にはキョウの力を認める。
旧『ナイトフォール』のメンバーには家族に近い感情を持っており、“バベルの塔”事件ではそこを“強奪者”と金十字騎士団に突かれ、不安定な関係にあったラハブと一時決裂したことがある。
3巻では肉体を取り戻していき、聖杯の力が和らぐかと想われたが逆に聖杯の力が強くなり、記憶が消える弊害も強くなっていったが、金獅子騎士団の本拠地を潰し、旧ナイトフォールの面々を取り戻した後、旧ナイトフォールと対決し勝利し、彼等が聖杯の中に取り込まれ、瑠璃を守ることにより、瑠璃の記憶への悪影響は無くなった。
4巻ではルーツを知る。彼女は、ソロモン王によって、聖杯を使うために生み出された人工生命体ホムンクルスであり、純粋な存在・原罪無き命を目指して作り上げられた。
ハウント（プレイヤー：稲葉義明）
- コードネーム:ハウント
- シンドローム:ノイマン/オルクス
- ワークス/カヴァー:UGNエージェント/仮面の軍人
- Dロイス:復讐者
- エンブレム:リマインドソウル

「遺跡」関連のスペシャリストと呼ばれるUGNエージェント。少佐の階級を持つ。34歳（第0話では32歳）。
第0話より登場。本名はシーザー・キャラハン。イギリスの貴族で、軍人でもあった。大航海時代より「遺産」を収集・管理し、利益を得てきた秘密結社「金獅子騎士団」の4人の首領の一角であったが、騎士団がFHを頼る方針を決めた事で、他の3首領と実弟レオンハルトによって排除され、死を装って離脱。UGNに加わり騎士団への復讐の為に生きている。カルディナとは旧友。貴族らしく不遜な態度だが、能力のある者は認める主義。
キャラハン家は「遺産」“天国の門”などを管理する一族である。この門をくぐった者は9割方死亡するが、生き残った者は悪霊を支配する力を得る。シーザーもまた“天国の門”をくぐって生き残り、力を得た。UGNでのコードネーム「ハウント」はこのシーザーの能力に由来している。
「スレイマンの壷」事件では旧『ナイトフォール』に協力。事件後はカルディナから託された事もあり、「生ける聖杯」となった瑠璃と付かず離れずの関係を維持しつつ、実質的な後見人となっている。
鷺ノ宮キョウの祖父・玉皇とは旧知の仲であり、“始原の炎”事件では、ある手段を突きつけ、キョウの覚悟を問うた。
3巻では金獅子騎士団の本拠地、海底要塞スリュヘイムにナイトフォールの面々と乗り込み、3首領を葬ることに成功するが、これはレオンハルトの罠であった。3首領と対決するときにナイトフォールを辞めると発言したが、脱出の時にナイトフォールの面々に助けられ、ナイトフォールに復帰する。
ラハブ・アブド＝アルマリク（プレイヤー：田中天）
- コードネーム:
- シンドローム:サラマンダー/ウロボロス
- ワークス/カヴァー:レネゲイドビーイング/アラビアン美少年
- Dロイス:起源種
- エンブレム:

第0話ではシナリオボスNPCとして登場。「スレイマンの壷」に束縛され“ソロモンの指輪”を守る義務を負わされたイフリートで、束縛からの解放を狙っていた。彼を三度倒せば倒した者の願いを3つまで叶えることが出来るが、過去数百年で彼を倒した人間はアラジン、イブン・ハルドゥーン、アラビアのロレンスの3人しかいない。
暴走する“ソロモンの指輪”の抑止に現われた旧『ナイトフォール』に「七層の地獄」と呼ぶ罠で立ちはだかったが、力押し戦術で進む旧『ナイトフォール』にことごとく突破され、最後の七層目でカルディナの「聖杯」の援護を受けた瑠璃の前に屈し、その僕となる。しかしその直後、自身の中に隠れていた“強奪者”が瑠璃の肉体を奪うのを許してしまう。
普段は指輪として瑠璃が着用しているが、人前に現れる時は外見はアラブ風の外見をした少年の姿を取る。「スレイマンの壷」から解き放たれた後、現代の物質文明にすっかり毒されてしまい、スマートフォンでのゲームが日課と化してしまった。2巻の出来事以降、瑠璃にクレジットカードは取られてしまったが、デイズ3巻で知り合った鷺乃宮キョウからお金をもらって遊んでいる。
しかし精神面までは毒されておらず、超常的な存在という立場からの重い発言（瑠璃たち人間に対する問いかけに近い）をしばしばする。
その正体はソロモンによって封印された“滅亡の炎”そのものである。ソロモンは「世界は、人は面白い。それを味わって欲しい」との意図のもとに“滅亡の炎”を指輪に縛り、人の形に仕立てあげた。こうして生まれたのが魔人「大いなる主の僕たる炎（ラハブ・アブド＝アルマリク）」であった。悠久の時を経てその記憶は失われていたが、“強奪者”と結託し「遺産」“バベルの塔”を起動させんとする金獅子騎士団の策に乗り、瑠璃と決裂してまで自身の正体を追い求めた。東雲を介した志津香のメッセージを受けて、自身を消去しに現れた新生『ナイトフォール』に、自身の正体を見せる。この時、自身そのものである“滅亡の炎”に呑まれかかったが、瑠璃の「聖杯」の力で再びラハブとしての姿を取り戻す。
その出自から、強大な炎を操って戦う。なお、サプリメント『インフィニティコード』で追加されたシンドローム「ウロボロス」を持つ公式リプレイ初のPCである。
加賀美志津香（かがみ・しづか、プレイヤー：加納正顕）
- コードネーム:コメットウィッチ
- シンドローム:エンジェルハィロゥ/バロール/ブラックドッグ
- ワークス/カヴァー：UGNエージェント/エリートお嬢様
- Dロイス:業師
- エンブレム:

第1話「In The Platinum Rain」より登場。UGNに入ったばかりの瑠璃を世話したことがあり、その縁で新生『ナイトフォール』に配属された。父・義彦はUGNの最高意志決定機関「中枢評議会（アクシズ）」の評議員を務める。そのため、アッシュや李文龍ら中枢評議会内強硬派の圧力の矢面に立たされる事が多い。
数々の支援能力でパーティーを支える。本人はアタッカーでありたいと思っているが、新生『ナイトフォール』の中では唯一凡人（他のメンバーと比較すれば、であるが）であることを本当は気がついている。
旧『ナイトフォール』には関わりのない唯一の隊員であり、かつ新生『ナイトフォール』のメンバーが誰一人欠けることを嫌う。そのため、“バベルの塔”事件では瑠璃とラハブの関係の修復に動き、独断で、別方面から“バベルの塔”を破壊しに現れた東雲にラハブの救出を依頼する。依頼はラハブが拒んだため果たせなかったが、「バベルが鳴るまで、あなたは瑠璃さんの友であった」という志津香のメッセージはラハブに伝わり、それがラハブに過去を思い出させるきっかけとなった。この一件で東雲から「目的のためになりふり構わない態度には共感するところもある」と評されている。また“スリュムヘイム”急襲作戦後には、「聖杯」の継承者であるがゆえに自ら旧『ナイトフォール』に封印されようとした瑠璃を叱責。「旧『ナイトフォール』の先輩たちに並び、超える」という瑠璃の「夢」を引き出し、新旧『ナイトフォール』の直接対決へのきっかけを作った。

### ノン・プレイヤー・キャラクター
""内はその人物のコードネームである。

#### 新生『ナイトフォール』関係者
東雲（しののめ）
「遺産破壊者」と呼ばれる黒コートに眼鏡の日本人男性。
強力なオーヴァードで、UGN・FHどちらにも所属していないフリーランス。各組織から要注意人物としてマークされている。
「イン」曰く、機械が苦手らしい。
3巻では瑠璃達に協力するが自分の敵の情報を知るカルディナに依頼されてのことだった。
『デイズ』『ナイツ』各1巻時点で唯一両シリーズに共通して登場しているキャラクターだが、その立場は微妙に異なる。
イザベラ
第2話に登場。ハウントの実家であるキャラハン家に仕える妖精・スプリガンのうちの一人。
ハウントがキャラハン家を追われた現在はレオンハルトに仕える身となっている。
5話ではテレーズを守り、最後ではハウントに着いていった。
陰陽魚
シンドローム：エグザイル/ウロボロス
東雲が所持しているレネゲイドビーイングが宿る剣。
遠い昔に封印を施されている。現在は東雲にその封印を握られている為彼に逆らうことができない。
人間の姿の時は「イン」と名乗る。

#### 旧『ナイトフォール』関係者
ＵＧＮの対遺産チーム、ナイトフォールの前のメンバー0話の事件で全員が行方不明となってしまったが、カルディナを除く全員が聖杯に取り込まれたところをスナッチャーによって出され、操られていた。カルディナは不明だが瑠璃を除く他のメンバーは「遺産」によって大切なものを失っている。カルディナに拾われたもらい子の集団とも言えた。プロフィールは0話のときのもの。
カルディナ・サレス
シンドローム：ノイマン／ハヌマーン
Dロイス：調和者
年齢：49歳
旧『ナイトフォール』の隊長を務めていた女性。ヒスパニック系で陽気な性格と的確な判断力が特徴。第0話の時点で49歳。
瑠璃がオーヴァードに目覚めた際、衝動に飲まれかけた瑠璃を助けた人物。以降瑠璃は彼女に憧れ『ナイトフォール』への入隊を希望するようになる。
ただし瑠璃を旧『ナイトフォール』に加入させたのは実力を認めたというよりかは瑠璃の特異体質を見込んでの側面が大きく、打算的な面も垣間見える。
「スレイマンの壷」事件で自らの命を媒介に「聖杯」を起動、そのまま行方不明となっていたが、第3話「Night Against Night」のエンディングで東雲とともに現れ、新旧『ナイトフォール』の対決を見届けている。
5巻において、彼女は"AZOTH"のプロトタイプとして生まれたホムンクルスだと判明する。
ミカエラ・フェスタ
シンドローム：エンジェルハイロゥ／ブラム＝ストーカー
年齢：22歳
コードネーム：レディバレット
イタリア人で旧『ナイトフォール』のスナイパー、落ち着いている優しい女性。ガブリエラの姉、料理が上手でチームの窘め役。狙撃時では冷徹であり、プロ意識はチームの中で一番高い。『遺産』によって、両親を亡くしている。瑠璃からはミカ姉ちゃんと呼ばれている。
ガブリエラ・フェスタ
シンドローム：エグザイル／ブラッグドック
Ｄロイス：変異種
年齢：21歳
コードネーム：レディバレル
イタリア人で旧『ナイトフォール』のディフェンダー。エグザイル能力で自らの体をライフル銃にしたり、盾にすることが出来る。ミカエラと違い活発で、行動も積極的だがミスが多い。鳴神に好意を持っているがミカエラも鳴神に好意を抱いているために悩んでいる。瑠璃からはガブ姉ちゃんと呼ばれている。
ソム
シンドローム：バロール／オルクス／エンジェルハイロゥ
Ｄロイス：愚者の黄金
コードネーム：ランドサット
年齢：36歳
東南アジア系で、旧『ナイトフォール』の副隊長。『遺産』によって両目を奪われた盲目で、旧ナイトフォールの副隊長、本来の目ではなくバロールの魔眼で感知する。チームの感知役。物静かで元々は占い師であり、チーム内での相談役をしていた。
鳴神修護
シンドローム：キュマイラ／モルフェウス
年齢：24歳
コードネーム：討伐者（ドレッドノート）
日本人で、乱暴かつ粗雑。両腕を異形に変化させて、力押しで物事を破壊、もしくは解決する。旧『ナイトフォール』ナイでは最強。『遺産』によって自分が住んでいた街をなくしている。豪快で隙が多い所があるが決めるところは決めてくれる。
イワノフ
シンドローム：ブラッグドッグ
Dロイス：機械化兵
年齢：32歳
コードネーム：クロームハンド
ロシア人で、2メートルを超す巨漢。『遺産』によって愛する女性と親友を亡くし、自らの意志で両腕を切り落とした。そのため、両腕が義手になっており、アタッチメントで様々な武器に付け替えることが可能で、最も得意なのはガトリングガン。厳つい顔をして強靱な体であるのに気が弱く、あだ名として”泣き虫”イワノフと呼ばれていた。趣味はアクアリウム。

#### UGN関係者
テレーズ・ブルム
UGN中枢評議会評議員。基本ルールブックの公式パーソナリティーズ（NPC）。
15歳、非オーヴァードでありながらで複数の博士号を取得する天才少女。新生『ナイトフォール』の最高指揮官でもある。
UGNでは穏健派。アッシュを良く思っておらず、アッシュが金獅子騎士団に拉致された事件に際して「新生『ナイトフォール』の手でアッシュを救出し、かつ金獅子騎士団の最大戦力を壊滅させる事で、アッシュに屈辱を味わわせる」意味合いも込めて“スリュムヘイム”急襲を立案。ラハブをして「えげつない」と言わしめた。
5巻ではFHの強襲を受け、セーフハウスに逃げ込み、イザベラとサジェスに守られていた。瑠璃と通信が出来たときに前指揮権を瑠璃に託す。
アッシュ・レドリック
UGN中枢評議会評議員。『上級ルールブック』の公式パーソナリティーズ。
12人から成る評議員の中で最新任だが、UGNはその力を積極的に行使すべきとする強硬派（『ユニバーサルガーディアン』では「改革派」とも呼ばれる）の急先鋒。“ルサールカ”事件で新生『ナイトフォール』が中枢評議会の意図に反したかに見える行動を取った事を問題視しており、またラハブの暴走を懸念している。
強力なエージェント部隊を有しており、“バベルの塔”事件で“強奪者”とともに現れた旧『ナイトフォール』の前に瑠璃が戦闘不能に陥った際には、事態を予測していたハウントの要請で自ら部隊を率いて新生『ナイトフォール』の援護に駆けつけた。しかし“始原の炎”事件ではグラディウスに部隊を乗っ取られ、事件収束直後に金獅子騎士団に拉致される失態を演じている。しかし拉致される際に足跡を残しており、これがテレーズに、金獅子騎士団の本拠地“スリュムヘイム”の急襲を決断させた。
5巻ではUGNとして日常を守るために戦いに参戦している。
李文龍
UGN中枢評議会評議員。『ユニバーサルガーディアン』の公式パーソナリティーズ。
非オーヴァードだが、強硬派の領袖的存在。“ルサールカ”事件後に志津香とテレーズを呼びつけ、アッシュとともに二人を詰問している。
ヨシュア・ランカスター
UGN中枢評議会議長。基本ルールブック及び『ユニバーサルガーディアン』の公式パーソナリティーズ。
中枢評議会内では中立派。“ルサールカ”事件後、テレーズの要請で、志津香・テレーズとアッシュ・李文龍の会見の場に立ち会った。

#### 金獅子騎士団及びFH関係者
“強奪者（スナッチャー）”/ 強羅瑠衣
シンドローム：ウロボロス
「スレイマンの壷」事件で瑠璃から肉体を奪った存在。現在は「強羅瑠璃」として金十字騎士団と連携して活動している。
正体は"AZOTH"の失敗作の塊。4巻ラストにおいてナイトフォールと激突。その果てに、"聖杯"の力で瑠璃の妹「強羅瑠衣」として新たな生を受ける。
レオンハルト・キャラハン
シンドローム：オルクス/ハヌマーン
Dロイス：亜純血(ハヌマーン)
Eロイス：拒絶の結界×3
ハウントの実弟で金獅子騎士団を率いる。
FHへの協力を決め、現在はFHリエゾンロード“ヘブンズゲート”の称号を持つ。金獅子騎士団を率いてはいたが、心中では妹であるヴィクトリアを天国の門によって殺され、遺産を利用しようとしている騎士団に飽き飽きしていたため、率いながらもわざと騎士団を壊すように動いていた。
ナイツの黒幕であるソロモンにも協力をしていたが、自身の目的としては瑠璃を利用して、ガイアを操ろうとしていた。
最終的にはナイトフォールと対決し、ハウントの手によって葬られる。その際にヴィクトリアが最後まで自分のことを心配していたことを知った。衝動は『嫌悪』であるが、これは最も忌み嫌っていたのは自分自身であるため。
イザベラ・スプリガン
シンドローム：モルフェウス/ブラックドッグ
契約によってキャラハン家に仕える"妖精"。高い防御力を誇るオーヴァード。
FHに協力したキャラハン家(レオンハルト)の意向に従い、瑠璃の左手と金獅子騎士団の知識を用いて蘇らせた遺産バベルを使い、ラハブの本来の姿を解き放とうとした。
最終的にバベル崩壊の際にバベルの力により契約を解かれた後、己の意志でハウント(シーザー・キャラハン)に仕えることに決めた。
シャイターン
シンドローム：サラマンダー
Eロイス(4巻)：妄念の姿×？(《帰還の声》、《現実改変》、《拡散する世界》、《否定のひと触れ》)、歪んだ囁きその他
Eロイス(5巻)：妄念の姿×？(《異形の転進》、《現実改変》)、超越活性：《フェニックスの翼》×？その他
アラビアのランプに封じられた、イフリート(ラハブ)、マリード、その上に存在する最高ランクの炎の魔人。
"スナッチャー"と共にカーボネック城(聖杯城)でPC達と交戦するが、その実は主たるソロモンの願いを叶える為だけに存在する妄想衝動のジャームで、聖杯城のシステム(Eロイス"歪んだ囁き")を使い、聖杯が起動可能かを確かめるために"スナッチャー"のそばにいただけであった。
最終戦ではソロモンの盾としてナイトフォールに立ち塞がる。
ソロモン
Dロイス：遺産製作者(ナイツオリジナルDロイス)、古代種
Eロイス：自虐の刃、孤高の超人、殺人圏、超越活性：《ジャミング》×2
古代の王。ラハブを始めとした魔人や、遺産を作った存在。
かつて、アルフレッド・J・コードウェル博士がFHと戦っていた頃に、FHの中核"セントラルドグマ"の代理人としてFHを指揮していた人物。
ジャーム化しており、瑠璃(AZOTH)と聖杯を利用し、地球をオーヴァードとして覚醒させて語らおうとした。
専用Dロイス"遺産製作者"は、自分の作った遺産を使用することで、衝動に関係なくEロイスが使えるというもの。

### その他
鷺乃宮キョウ、藤堂凛々花、藤堂斗月、雲雀風見
白鷺市に住むオーヴァード。『デイズ』のPC達。
デイズ3巻(時系列ではナイツ2巻と3巻の間)のコラボレーションセッションで激突。その果てに互いを理解し、協力関係を結んだ。
ナイツ最終巻では、FHに追い詰められたナイトフォールを救出しに登場した。
星川修太郎、御影透子、光月れい、エナ・ソフォス
オーヴァードアカデミア、"第三生徒会"のメンバーたち。『アカデミア』のPC達。
ナイツ最終巻において、遺産の暴走で混乱するアカデミア側の窓口として登場。
志津香の強引な説得を受け、ナイトフォールへの協力を約束した。

## 用語
遺産
『ダブルクロス』の基本ステージにおける設定では、世界にレネゲイドウイルスが蔓延したのは19年前に発生した飛行機爆破事故が原因であるとされる。この飛行機には中東の古代遺跡から発掘された壷が積載されており、これが破壊されたために中に封じられていたレネゲイドウイルスが大気中にバラ撒かれ、世界中に広まったのである。
この設定は、ウイルスの知識などなかった古代文明においても一部の人間は「人や獣を超人に変える何か」の存在を知っており、それを封印もしくは利用していたことを示す。そして、このような古代のレネゲイドウイルス関連物をUGNやFHは「遺産」と呼んでいる。
「遺産」に関わるレネゲイドウイルスは、19年前に世界中に蔓延したレネゲイドウイルスとは微妙に異なる性質を持つ場合があり、中にはとてつもなく強力なものもある。古代文明におけるレネゲイドウイルスの設定は旧来の『ダブルクロス』でも断片的に語られていたが、『the 3rd Edition』になってはじめて本格的に扱われるようになった。
その正体は”星（地球）から力を借り受けられるもの”であり、様々な奇跡も星の力によるもの。
聖杯
「遺産」の一つ。どんな願いでも叶えることが出来るとされている遺産であり、旧『ナイトフォール』はカルディナの力（音の共鳴）を使い、無理やり起動させ、他の「遺産」を抑えることに使っていたが、「スレイマンの壷」事件で“強奪者”が瑠璃の肉体を奪った時にカルディナ達が“聖杯”に願い、瑠璃の身体を複製させた。その結果、瑠璃は聖杯そのものとなってしまっている。
ダイレクトに星とアクセスできる遺産であり、聖杯に願いを叶えて貰っていると言うのは星に願いを叶えて貰っている、ということ。
ルサールカ
小国アロタニアにある「遺産」の一つ。水人形を生み出し、大地を変える力を持つ。
バベルの塔
Eロイス/砕け散る絆×？、破壊神顕現
中東にある「遺産」の一つ。"繋がりを断つ"力を持つ。オリジナルは破壊されているが、瑠璃の左腕と金獅子騎士団の知識により、改良されて復活した。
スリュムヘイム
金獅子騎士団の総本部たる海底要塞。
黄金のリンゴ
Eロイス/不明(1個分)
金獅子騎士団が直接保有する「遺産」＝「四宝」の一つ。オーヴァードに不死の力を与えるとされる遺産。実際には、オーヴァードはジャーム化した上、黄金のリンゴの「端末」と化す（田中により「レブナント」と命名された）。
人間を養分として育っており、ハウント＝シーザーを放逐した金獅子騎士団は、シーザー寄りの立場だったキャラハン家の使用人たちを黄金のリンゴの苗床にして事実上処刑していた。
外道祈祷書
Eロイス/歪んだ囁き×5
「四宝」の一つ。ラザフォード家の管理下にある。文を書き加えることで対象の記憶を操作する能力を持つ。金獅子騎士団はこれを用いてレブナントたちを動かし、また旧『ナイトフォール』メンバーの記憶を改竄して、“強奪者”を「強羅瑠璃」だと思わせていた。
フリムファクシ
「四宝」の一つ。北欧神話における夜の女神ノートの同名の愛馬と異なり、炎に包まれた馬である。「四宝」の中で最大の攻撃力を持つ。新生『ナイトフォール』によってスリュムヘイムごと自分たちの父親を葬られたラザフォード、ディ・マウロ、ガイスラー三家の子供たちは、報復としてこの「遺産」を日本に持ち込み、富士山の爆発を企てた。
天国の門
「四宝」の一つ。キャラハン家が保有する。詳細は「ハウント」の項を参照。
かつてハウントとレオンハルトの妹であるヴィクトリアが、この門をくぐり、再び帰って来なかった事件があった。これがレオンハルトに金獅子騎士団の簒奪を決意させる。
ナイトフォール
UGN本部に属する数ある特殊部隊の一つ。統括本部直轄の「特別支部」の一つである「遺産管理局」の実働部隊。「遺産」の封印もしくは破壊を任務とする。2年前の「スレイマンの壷」事件で壊滅したが、唯一の生き残りである瑠璃を隊長とし、「スレイマンの壷」事件にオブザーバーとして関わったハウントらが加わって再建された。本記事では「スレイマンの壷」事件までのメンバーを「旧『ナイトフォール』」、再建後のメンバー＝本リプレイシリーズの主人公たちを「新生『ナイトフォール』」と呼称している。
少数精鋭（旧『ナイトフォール』は6人、新生『ナイトフォール』は4人）の部隊だが、任務の関係もあり、その実力は統括本部直属の戦闘部隊『ストライクハウンド』1個特務小隊と互角と言われる。
UGN中枢評議会
UGNの最高意思決定機関。「アクシズ（軸）」とも呼ばれる。創設者であったアルフレッド・コールドウェル博士がニュージーランドで事故死した出来事をきっかけに、UGNは集団指導体制に移行。中枢評議会の決定を本部が具体化し、各国支部へ通達する仕組みが出来上がった。
「面影島事件」（2nd Editionシナリオ集『ハートレスメモリー』）と前後して、死亡したと思われていたコールドウェル博士が出現し、UGNの現状を批判し、FHの一員として組織の破壊を宣言する事件が発生した事で、支部単位、時には本部レベルで起きていたスパイ行為やクーデターに危機感を抱いて一部の評議員はUGNの組織改革（現行オーヴァード6対非オーヴァード6のメンバー構成を全てオーヴァードで占める、本部の支部に対する統制の強化）を訴えるようになった。これが李文龍を中心とする「改革派」である。これに対し、テレーズ・ブルムや加賀美義彦らは「UGNの改革は時期尚早で、今実施すれば大きな悲劇を生む」として反対している。
新生『ナイトフォール』は、テレーズが遺産管理局を所轄していることや加賀美志津香の存在から「穏健派」とみなされており、絶えず中枢評議会内の政争に翻弄されている。

## 書誌情報
ダブルクロス The 3rd Edition リプレイ・ナイツ1 ナイトフォールダウン
第1巻。第0話「Night Fall Down」、第1話「In the Plutinum Rain」を掲載。
ISBN 978-4-8291-4651-4
ダブルクロス The 3rd Edition リプレイ・ナイツ2 フレイムインザダーク
第2話「Flame In the Dark」を掲載。
ISBN 978-4-8291-4666-8
ダブルクロス The 3rd Edition リプレイ・ナイツ3 ナイトアゲンストナイト
第3話「Night Against Night」を掲載。
ISBN 978-4-8291-4682-8